# Župnija Sveti Peter pod Svetimi gorami
Župnija Sveti Peter pod Svetimi gorami je rimskokatoliška teritorialna župnija Dekanije Kozje - Rogatec - Šmarje pri Jelšah Škofije Celje.
Do 7. aprila 2006, ko je bila ustanovljena Škofija Celje, je bila župnija del Kozjanskega naddekanata Škofije Maribor.
To je ena najstarejših dušnopastirskih postaj na področju matične Župnije Pilštanj. Že leta 1257 je omenjeno ime Cristanus decanus de Kungesberg. 
Od leta 1814 do smrti leta 1830 je bil župnik pri Svetem Petru pod Svetimi gorami katehet in pisatelj Andrej Reya. 
Leta 1934 je postal tukajšnji župnik Janez Rančigaj, ki je leta 1942 umrl mučeniške smrti v Jasenovcu in je danes v postopku za priznanje svetništva (v sklopu skupnega postopka Slovenskih mučencev 20. stoletja).

## Sakralni objekti
| #        | Slika                     | Ime                                              | Naselje            |
| -------- | ------------------------- | ------------------------------------------------ | ------------------ |
| 1.       | Klikni za spremembo slike | Cerkev sv. Petra (župnijska cerkev)              | Bistrica ob Sotli  |
| 2.       | Klikni za spremembo slike | Cerkev sv. Križa                                 | Ples (Vina gora)   |
| 3.       | Klikni za spremembo slike | Cerkev Marijinega rojstva                        | Zagaj (Svete gore) |
| 4.       | Klikni za spremembo slike | Kapela sv. Martina                               | Zagaj (Svete gore) |
| 5.       | Klikni za spremembo slike | Kapela sv. Jurija                                | Zagaj (Svete gore) |
| 6.       | Klikni za spremembo slike | Kapela sv. Boštjana in Fabijana                  | Zagaj (Svete gore) |
| 7.       | Klikni za spremembo slike | Kapela Lurške Matere Božje                       | Zagaj (Svete gore) |
| Nekdanji |                           |                                                  |                    |
| 1.       | Klikni za spremembo slike | Cerkev sv. Jakoba (nekdanja župnijska, porušena) | Kunšperk           |
| 2.       | Klikni za spremembo slike | Cerkev sv. Marjete (ruševina)                    | Kunšperk           |

Na območju župnije se je nekdaj nahajala tudi grajska kapela sv. Andreja na Gradu Kunšperk (danes v ruševinah).